# Warriors de Santa Cruz
Les Warriors de Santa Cruz (Santa Cruz Warriors en anglais), sont une franchise de la NBA Gatorade League, ligue américaine mineure de basket-ball créée et dirigée par la NBA. L'équipe est domiciliée à Santa Cruz en Californie. Cette équipe n'a rejoint la NBDL qu'en 2006-2007, appartenant auparavant à l'International Basketball Association puis à la Continental Basketball Association.

## Historique

### Les années IBA
Ils ont font leur entrée en IBA en 1995, ligue qu’ils ont connue de ses débuts jusqu’à sa disparition en 2001.
Seules cinq équipes participent au premier exercice, et les Wizards ne brillent pas particulièrement, terminant avec un bilan négatif.
Pour leur seconde année, l’amélioration est flagrante. Ils terminent seconds de l’unique division, emmenés par un Robert Bennett qui tourne à 15,9 points et 10,3 rebonds. Ils parviennent jusqu’en finale des playoffs, battu par les Posse de Black Hills.
En 1997-98 débarque Rod Blackney, qui va marquer l’équipe. Rookie de l’année et meilleur défenseur, il pose son empreinte d’entrée. Les résultats ne suivent pas, et Dakota ne se qualifie pas pour les playoffs.
Ce n’est rien par rapport à 1998-99, où l’équipe fait encore pire. Seul DeRon Rutledge tire son épingle du jeu, avec 27,0 points et 13,6 prises par rencontre. Il signe au passage ce qui est probablement l’une des meilleures performances de l’équipe contre Rapid City, avec 47pts et 22 rebonds.
Pour 1999-2000 le recrutement est bon, et la franchise repart vers les sommets. Au coaching tout d’abord Duane Ticknor arrive, et remporte son quatrième titre en cinq ans d’entraîneur de l’année. Sur le terrain aussi. Malik Dixon réalise la meilleure de ses trois saisons à la mène, avec 20 points et 8 passes de moyenne. Brian Green établit le record de points sur un match avec 54, et est nommé MVP de la ligue avec une moyenne de 26,8 unités. Enfin, Antonio Reynolds-Dean est nommé rookie de l’année, avec 18,7 points et 12,2 rebonds. L’équipe est portée par ses fans, et réussit à réunir 6 253 spectateurs le 22 janvier, record de la ligue. Elle termine la saison invaincue à domicile, du jamais vu en NBA. Ses 4 050 spectateurs de moyenne en playoffs la portent jusqu’en finale. Ce sont finalement les Dragons de Des Moines qui mettent fin à l’aventure.
2000-2001 voit Rutledge revenir à Bismark, et mène la franchise en étant nommé dans la première équipe de l’année. Guidés par Dave Joerger, ils réalisent à nouveau un très bon exercice, et cette fois est la bonne. Ils remportent le premier titre de leur histoire lors du match décisif face aux Dragons.

### Le passage en CBA
Après ce premier titre, l’IBA cesse ses opérations pour fusionner avec l’IBL avec la CBA. Problème, la CBA n’a pas encore confiance en ces nouvelles franchises qui débarquent. Elles n’ont droit qu’à un calendrier raccourci et à des budgets allégés. Mais les Wizards, emmenés par Miles Simon, démontrent vite qu’ils sont bien armés à ce niveau. Joerger est toujours aux manettes, tandis que Simon assure et empoche les titres de MVP de la saison et des Finales. Les Wizards cassent la baraque et terminent en tête de l’IBA, opération qu’ils vont renouveler les trois années suivantes. Cerise sur le gâteau, ils sont champions, battant la formation de Rockford en finale.
Sous Joerger, les saisons de qualité s’enchaînent.
En 2002-2003, Andy Panko brille et est nommé joueur de l’année. Les Wizards tombent lors des demi-finales, diminués par la maladie de leur meilleur joueur.
Ce n’est que partie remise, car dès la saison suivante ils retrouvent les sommets en remportant le titre contre le Stampede de l'Idaho. Joerger, qui a su maintenir tout ce beau monde à flots malgré six joueurs appelés en NBA, remporte la récompense d’entraîneur de l’année.
Si Joerger quitte la franchise l’été suivant, les Wizards restent excellents car ils parviennent à conserver certains joueurs importants, comme Ben Ebong ou encore Courtney James. Ils permettent à l’équipe de rester redoutable, avec une nouvelle première place lors de la saison 2004-2005. Le Skyforce de Sioux Falls de Joerger, encore lui, se dresse sur leur chemin en playoffs et les sort sans ménagement, 3-1.
Pour 2005-2006, Dave Bliss remplace Casey Owens aux manettes, mais la grinta n’y est plus. Kasib Powell a beau réaliser une saison all-star, il est un peu seul. L’équipe rate les playoffs et la première place, pour la première fois depuis six saisons.

### En route pour la D-League
À l’été, Dakota décide de rejoindre l’antichambre de la NBA. Avec Dave Joerger de retour sur le banc, la magie revient sous l’impulsion de Renaldo Major. Personne ne peut les arrêter jusqu’au titre, en prolongation, face à Colorado. En finale, Darius Rice sort du banc pour une grosse performance. Il met 52 points avec 11 paniers pris derrière l’arc, dont celui qui envoie tout le monde en prolongation à 4,5 secondes de la fin.
2007-2008 marque la dernière saison des Wizards à la première place de la ligue. Rod Benson est de retour et cartonne aux rebonds, 12,1, tandis que Carlos Powell assure au scoring avec Blake Ahearn. Cela ne suffit pas à éviter la sortie de route au premier tour des playoffs. Il faut dire qu’en face se trouve le MVP de l’année Kasib Powell, qui voulait revenir à Bismark mais en avait été empêché à cause des règles de fonctionnement de la ligue.
En 2008 la relève arrive, avec Blake Ahearn nommé rookie de l’année. Mais le déclin des Wizards commence lentement, et l’équipe tombe en demi-finales de playoffs.
Chaque année ils perdent une place au classement, pas aidés par des problèmes avec les joueurs. Ainsi, Ahearn joue en 2 à Bismark, mais il milite pour avoir la mène. Cela entraîne son transfert au début de 2010, qui plombe l’équipe et l’empêche de se qualifier en playoffs. Cette saison-là, ils sont en vacances prématurément pour la première fois qu’ils sont en D-League.

### Place à la Californie
Le 28 juin 2011, un page se tourne lorsque les Warriors de Golden State rachètent la franchise. Pour la première étape, l’équipe change de couleurs, et le bleu et or cohabite avec le traditionnel violet et vert. Pour le dernier exercice dans le Dakota, ils retrouvent les playoffs, emmenés par Edwin Ubiles, mais se font sortir dès le premier tour.
Lors de l’été qui suit, décision est prise de déménager la franchise, et de changer son nom pour devenir les Warriors de Santa Cruz,.
La Californie doit cependant attendre un peu ses nouveaux protégés, car l’équipe commence la saison 2012-2013 par sept matchs à l’extérieur. C’est donc le 23 décembre 2012 qu’ils font leurs débuts à la Kaiser Permanente Arena. Sur le parquet le rookie Travis Leslie, Jeremy Taylor et Maurice Baker brillent. Les Warriors assurent, et parviennent en finales des playoffs. Ils finissent par tomber, 2-0, face aux Vipers de Rio Grande Valley. Au rayon des récompenses, Cameron Jones remporte le trophée de la meilleure progression, et Stefhon Hannah celui du meilleur défenseur.
Ils retournent l’an d’après en finales avec Seth Curry et Mychel Thompson. Mais cette fois ce sont les Mad Ants de Fort Wayne qui se dressent sur leur route, et les battent 2-0,,.
Cette dernière marche, ils la gravissent enfin lors de la saison 2014-2015. Menés notamment par le PVM des finales Elliot Williams, ils prennent une éclatante revanche sur les Mad Ants.
Les trois saisons qui suivent sont cependant plus compliquées, avec une seule qualification.
C’est en 2018 que le succès revient, grâce à un effectif presque plus stable qu’habituellement. Ils retrouvent par la même occasion la première place, emmenés par Kendrick Nunn, avant de se faire sortir en finales de conférence par les Vipers.

### Logos

Logo de 2005 à 2009
Logo de 2009 à 2011
Logo de 2011 à 2012
Depuis 2012

## Résultats sportifs

### Palmarès
| Palmarès des Wizards du Dakota (IBA)                      |
| - - 6 participation - 1 titre (2001) - 1 finale (1997)    |
| Palmarès des Wizards du Dakota (CBA)                      |
| - - 6 participations - 2 titres (2002-2004)               |
| Palmarès des Wizards du Dakota (D-league)                 |
| - - 6 participations - 1 titre (2007)                     |
| Palmarès des Warriors de Santa Cruz (D-league / G-League) |
| - - 7 participations - 1 titre (2015) - 1 finale (2014)   |

### Saison par saison
| Wizards du Dakota (IBA)                      |                           |                           |     |     |      |                      |  |
| 1995–1996                                    | -                         | 5e                        | 7   | 17  | .292 |                      |  |
| 1996–1997                                    | -                         | 2e                        | 17  | 13  | .567 | Finale               |  |
| 1997–1998                                    | West                      | 3e                        | 14  | 20  | .412 |                      |  |
| 1998–1999                                    | West                      | 5e                        | 12  | 22  | .353 |                      |  |
| 1999–2000                                    | West                      | 1er                       | 30  | 6   | .833 | Finale de division   |  |
| 2000–2001                                    | West                      | 1er                       | 30  | 10  | .750 | Champion             |  |
| Wizards du Dakota (CBA)                      |                           |                           |     |     |      |                      |  |
| 2001–2002                                    | National                  | 1er                       | 26  | 14  | .650 | Champion             |  |
| 2002–2003                                    | National                  | 1er                       | 31  | 17  | .646 | Demi-finale          |  |
| 2003–2004                                    | -                         | 1er                       | 34  | 14  | .708 | Finale               |  |
| 2004–2005                                    | Western                   | 1er                       | 32  | 16  | .667 | Demi-finale          |  |
| 2005–2006                                    | Western                   | 4e                        | 19  | 29  | .396 |                      |  |
| Wizards du Dakota (D-League)                 |                           |                           |     |     |      |                      |  |
| 2006–2007                                    | Eastern                   | 1er                       | 33  | 17  | .660 | Champion             |  |
| 2007–2008                                    | Central                   | 1er                       | 29  | 21  | .580 | 1er tour             |  |
| 2008–2009                                    | Central                   | 2e                        | 27  | 23  | .540 | Demi-finale          |  |
| 2009–2010                                    | Eastern                   | 3e                        | 29  | 21  | .580 | 1er tour             |  |
| 2010–2011                                    | Eastern                   | 4e                        | 19  | 31  | .380 |                      |  |
| 2011–2012                                    | Eastern                   | 2e                        | 29  | 21  | .580 | 1er tour             |  |
| Warriors de Santa Cruz (D-League / G-League) |                           |                           |     |     |      |                      |  |
| 2012–2013                                    | Western                   | 2e                        | 32  | 18  | .640 | Finale               |  |
| 2013–2014                                    | Western                   | 6e                        | 29  | 21  | .580 | Finale               |  |
| 2014–2015                                    | Western                   | 1er                       | 35  | 15  | .700 | Champion             |  |
| 2015–2016                                    | Pacific                   | 5e                        | 19  | 31  | .380 |                      |  |
| 2016–2017                                    | Pacific                   | 2e                        | 31  | 19  | .620 | 1er tour             |  |
| 2017–2018                                    | Pacific                   | 3e                        | 23  | 27  | .460 |                      |  |
| 2018–2019                                    | Pacific                   | 1er                       | 34  | 16  | .680 | Finale de conférence |  |
| Bilan en saison régulière                    | Bilan en saison régulière | Bilan en saison régulière | 621 | 469 | .570 |                      |  |
| Bilan en Playoffs                            | Bilan en Playoffs         | Bilan en Playoffs         | 43  | 28  | .606 |                      |  |

## Personnalités et joueurs du club

### Entraîneurs successifs
Le tableau suivant présente la liste des entraîneurs du club depuis 2007.
| #                      | Entraîneur         | Période   | Saison régulière | Saison régulière | Saison régulière | Saison régulière | Playoffs | Playoffs | Playoffs | Playoffs | Récompenses                     |
| #                      | Entraîneur         | Période   | M                | V                | D                | %                | M        | V        | D        | %        | Récompenses                     |
| ---------------------- | ------------------ | --------- | ---------------- | ---------------- | ---------------- | ---------------- | -------- | -------- | -------- | -------- | ------------------------------- |
| Wizards du Dakota      |                    |           |                  |                  |                  |                  |          |          |          |          |                                 |
| 1                      | Duane Ticknor (en) | 1999-2000 | 36               | 30               | 6                | .833             | 6        | 3        | 3        | .500     |                                 |
| 2                      | Dave Joerger       | 2000-2004 | 176              | 121              | 55               | .687             | 22       | 16       | 6        | .727     |                                 |
| 3                      | Casey Owens (en)   | 2004-2005 | 48               | 32               | 16               | .667             | 4        | 1        | 3        | .250     |                                 |
| 4                      | Dave Bliss (en)    | 2005-2006 | 48               | 19               | 29               | .396             | -        | -        | -        | -        |                                 |
| 5                      | Dave Joerger       | 2006-2007 | 50               | 33               | 17               | .660             | 2        | 2        | 0        | 1.00     |                                 |
| 6                      | Duane Ticknor (en) | 2007-2009 | 100              | 56               | 44               | .560             | 3        | 1        | 2        | .333     |                                 |
| 7                      | Rory White (en)    | 2009-2011 | 100              | 48               | 52               | .480             | 3        | 1        | 2        | .333     |                                 |
| 8                      | Nate Bjorkgren     | 2011-2012 | 50               | 29               | 21               | .580             | 2        | 0        | 2        | .000     |                                 |
| Warriors de Santa Cruz |                    |           |                  |                  |                  |                  |          |          |          |          |                                 |
| 9                      | Nate Bjorkgren     | 2012-2013 | 50               | 32               | 18               | .640             | 6        | 4        | 2        | .750     |                                 |
| 10                     | Casey Hill (en)    | 2013-2017 | 200              | 114              | 86               | .570             | 17       | 11       | 6        | .647     | Champion de NBA G League (2015) |
| 11                     | Aaron Miles        | 2017-2019 | 100              | 57               | 43               | .570             | 2        | 1        | 1        | .500     |                                 |
| 12                     | Kris Weems (en)    | 2019-2021 | 57               | 32               | 25               | .561             | 2        | 1        | 1        | .500     |                                 |
| 13                     | Seth Cooper (en)   | 2021-2023 | 67               | 33               | 34               | .493             | -        | -        | -        | -        |                                 |
| 14                     | Nick Kerr (en)     | 2023-     | -                | -                | -                | -                | -        | -        | -        | -        |                                 |

### Joueurs célèbres ou marquants
- Hamed Haddadi
- John Linehan
- Hasheem Thabeet
- Renaldo Major